# Sonde d'avalanche

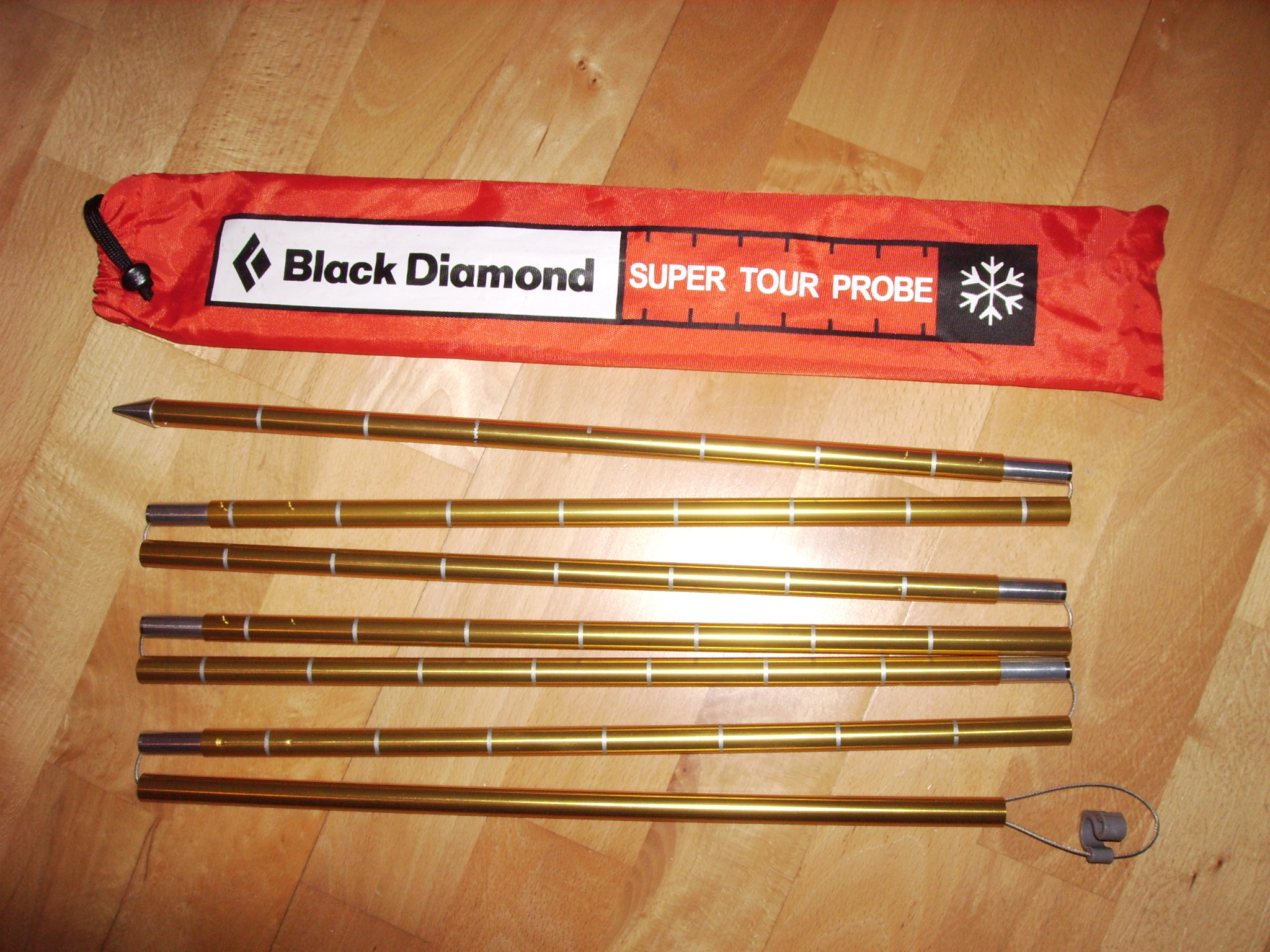
Sonde d'avalanche.

Une sonde d'avalanche est une longue perche très fine qui permet de localiser les skieurs ensevelis sous une avalanche. Elle fait partie de la trilogie arva-pelle-sonde.
La sonde mesure environ 2,4 m

## Matériaux utilisés
Une sonde est constituée de plusieurs segments en aluminium ou en carbone, reliés par un câble.